# American Translation
American Translation è un film del 2011 diretto da Pascal Arnold e Jean-Marc Barr.

## Trama
Il ventenne Christophe conosce nei bagni di un hotel Aurore, ricca ragazza franco-americana. Tra i due è amore a prima vista ed insieme partono a bordo di un furgone per dirigersi nel bosco dove faranno ripetutamente l'amore.
Col passare del tempo, però, Aurore scopre a sue spese l'oscuro carattere di Christophe e la loro relazione viene messa a dura prova quando il ragazzo uccide un prostituto gay chiamato per allietare una loro nottata.